# Спартанбург (Јужна Каролина)
Спартанбург (енгл. Spartanburg) град је у америчкој савезној држави Јужна Каролина.

## Демографија
По попису из 2010. године број становника је 37.013, што је 2.66 (-6,7%) становника мање него 2000. године.
| Група             | 2000.          | 2010.          |
| Белци             | 18.433 (46,5%) | 16.267 (43,9%) |
| Афроамериканци    | 19.658 (49,6%) | 18.255 (49,3%) |
| Азијати           | 528 (1,3%)     | 667 (1,8%)     |
| Хиспаноамериканци | 706 (1,8%)     | 1.264 (3,4%)   |
| Укупно            | 39.673         | 37.013         |